# Герб Сватового
Герб Сва́тового — один з офіційних символів міста Сватового Луганської області. Затверджений 11 лютого 2005 року рішенням Сватівської міської ради.

## Опис
Герб Сватового являє собою іспанський щит білого кольору. У центрі щита розташоване зображення квітки соняшника, у якій сидить бджілка, та сонячні промені на небі. Соняшник підіймається над хвилями блакитного, що символізує річку Красну, що протікає містом, і малинового кольорів — символу засновників міста — козаків. Композицію герба зверху довершує підкова чорного кольору.
З обох боків щита є по одному золотому колоску пшениці з гілками дуба й калини, що з'єднуються синьою стрічкою з написом «1660» — роком заснування міста.
Вгорі над щитом розташований напис назви міста синіми літерами на білому тлі.

## Символіка
- Соняшник — основна сільськогосподарська культура, що вирощується в регіоні, а також символ одного з найважливіших підприємств міста — ЗАТ «Сватівська олія».
- Бджілка — символ працьовитості мешканців міста вказує на давні історичні корені бджільництва, що сягають XVII століття.
- Промені сонця на синьому небі втілюють мирне існування жителів міста та їхню віру у світле майбутнє.
- Блакитні хвилі символізують річку Красну, на берегах якої було засновано місто.
- Малиновий колір вказує на заснування міста козаками Ізюмського полку.
- Колосся символізує добробут.
- Дубова гілка — символ чоловічого початку, стійкості і мужності.
- Гілка калини — символ жіночності, краси, ніжності й лагідності.

## Використання герба
Герб Сватового є невід'ємною частиною прапора міста. Герб міста використовується при проведенні державних свят та масових заходів, наноситься на відзнаки, що започатковані міською радою, а також може використовуватись з письмового дозволу міської ради в рекламних або комерційних цілях.